# Cal Soler de Massoteres
Cal Soler de Massoteres és una casa de la vila i municipi de Massoteres (Segarra) inclosa en l'Inventari del Patrimoni Arquitectònic de Catalunya.

## Descripció
Edifici de grans dimensions, fet amb carreus ben polits i tallats. Consta de quatre façanes descriptibles. La façana principal (la que dona al carrer principal), presenta tres plantes: A la planta baixa, hi ha una porta noble d'arc de mig punt adovellat. A la seva esquerra hi ha una petita finestra. A la següent planta a la part dreta, hi ha dues finestres amb trenca-aigües i ampit, a la part esquerra, hi ha una finestra amb ampit. A la darrera planta, hi ha un seguit d'obertures senzilles.

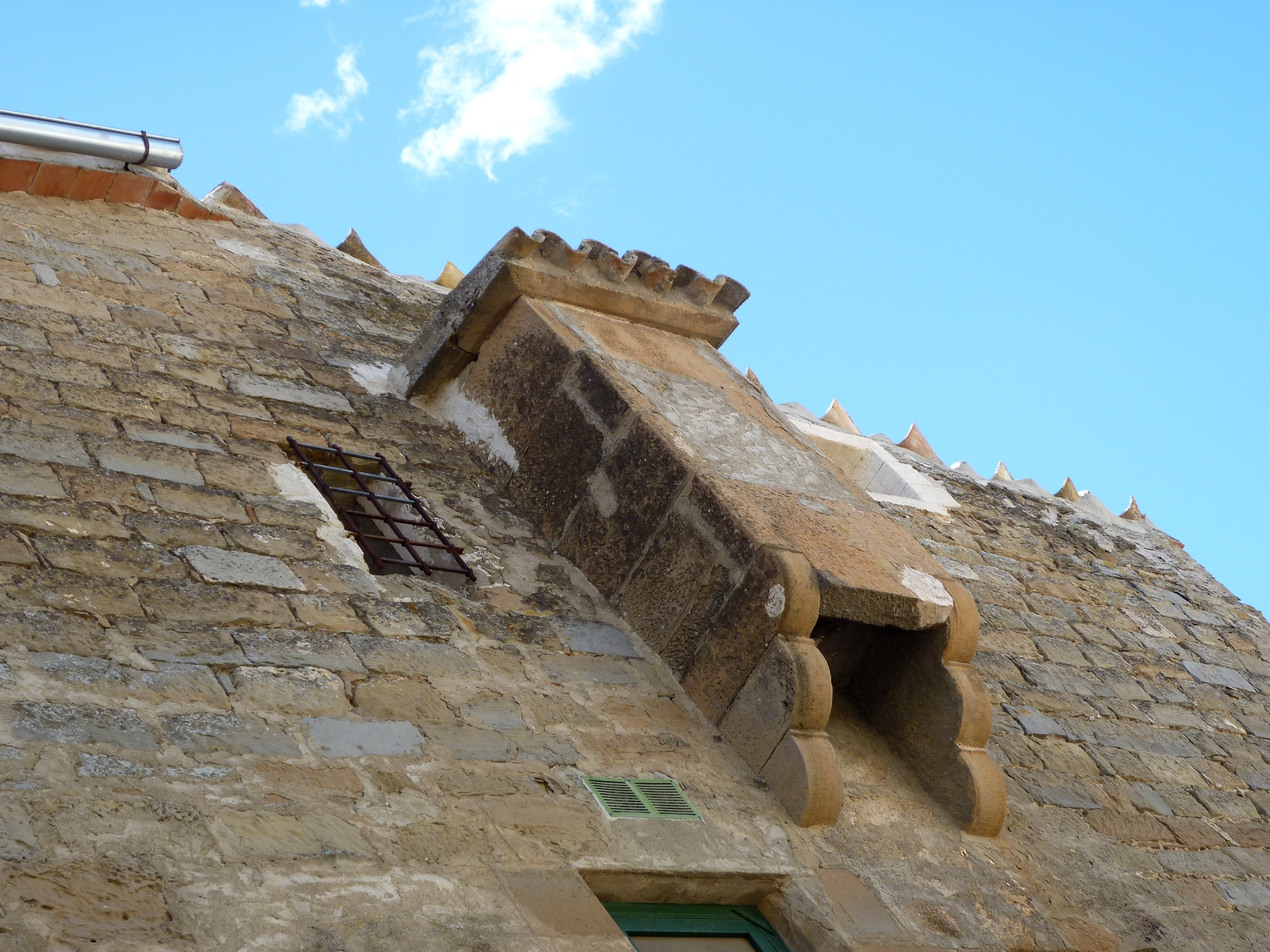
Matacà a la façana nord

A la façana nord, a la primera planta, hi ha obertura rectangular, a la seva dreta, hi ha una altra obertura rectangular més petita. Al darrer pis, hi ha estructura sortint, suportada per dues mènsules. A la seva esquerra, hi ha una petita obertura.
A la façana est, a la primera planta, hi ha tres finestres senzilles i al darrer pis, n'hi ha dues de les mateixes característiques.
A la façana sud, hi queden conservades, un parell d'arcades.
A l'interior a la planta baixa, hi ha arcades ogivals i de mig punt i destacar també una antiga premsadora restaurada.

Cal Soler de Massoteres
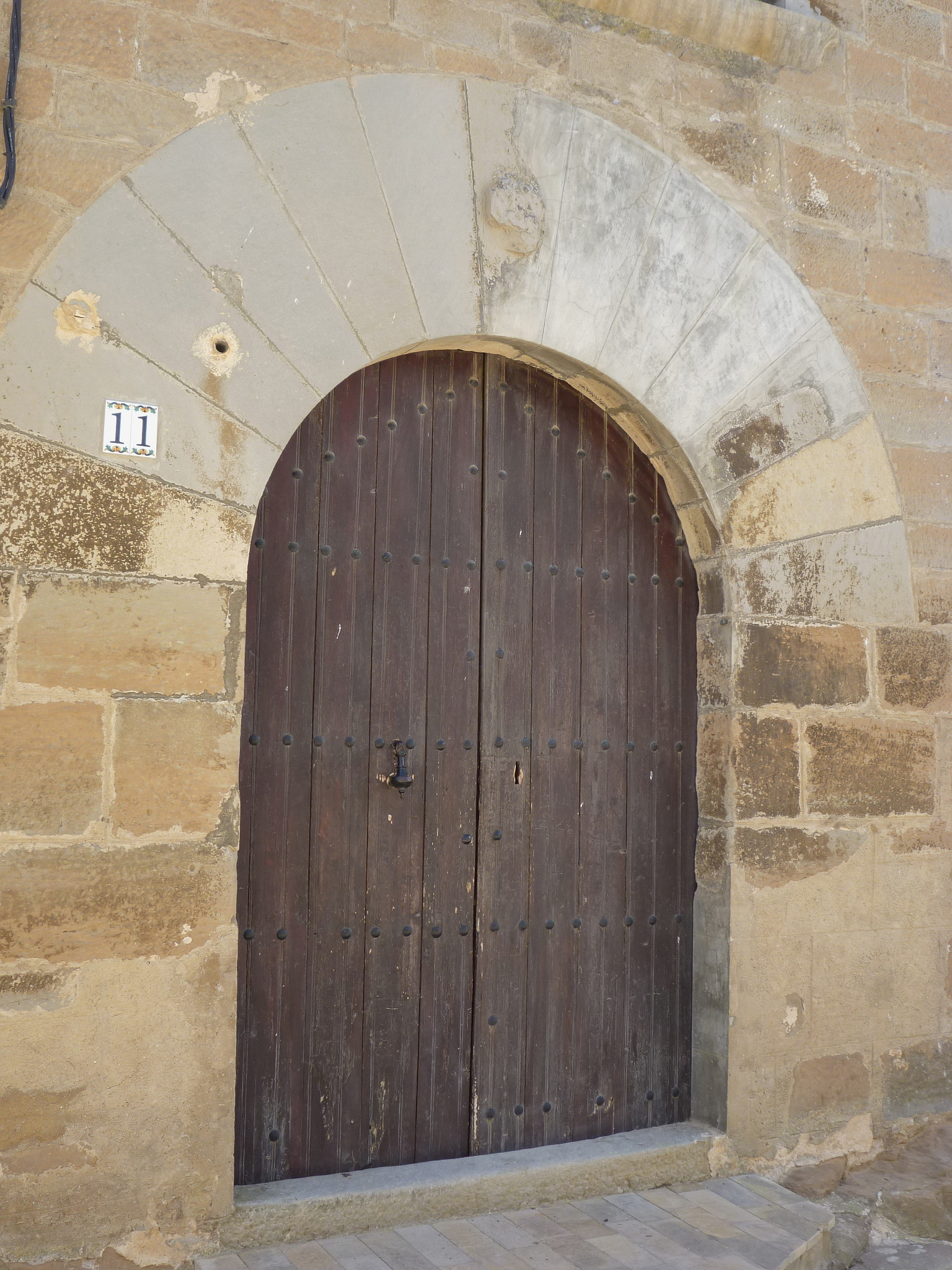
Portal adovellat
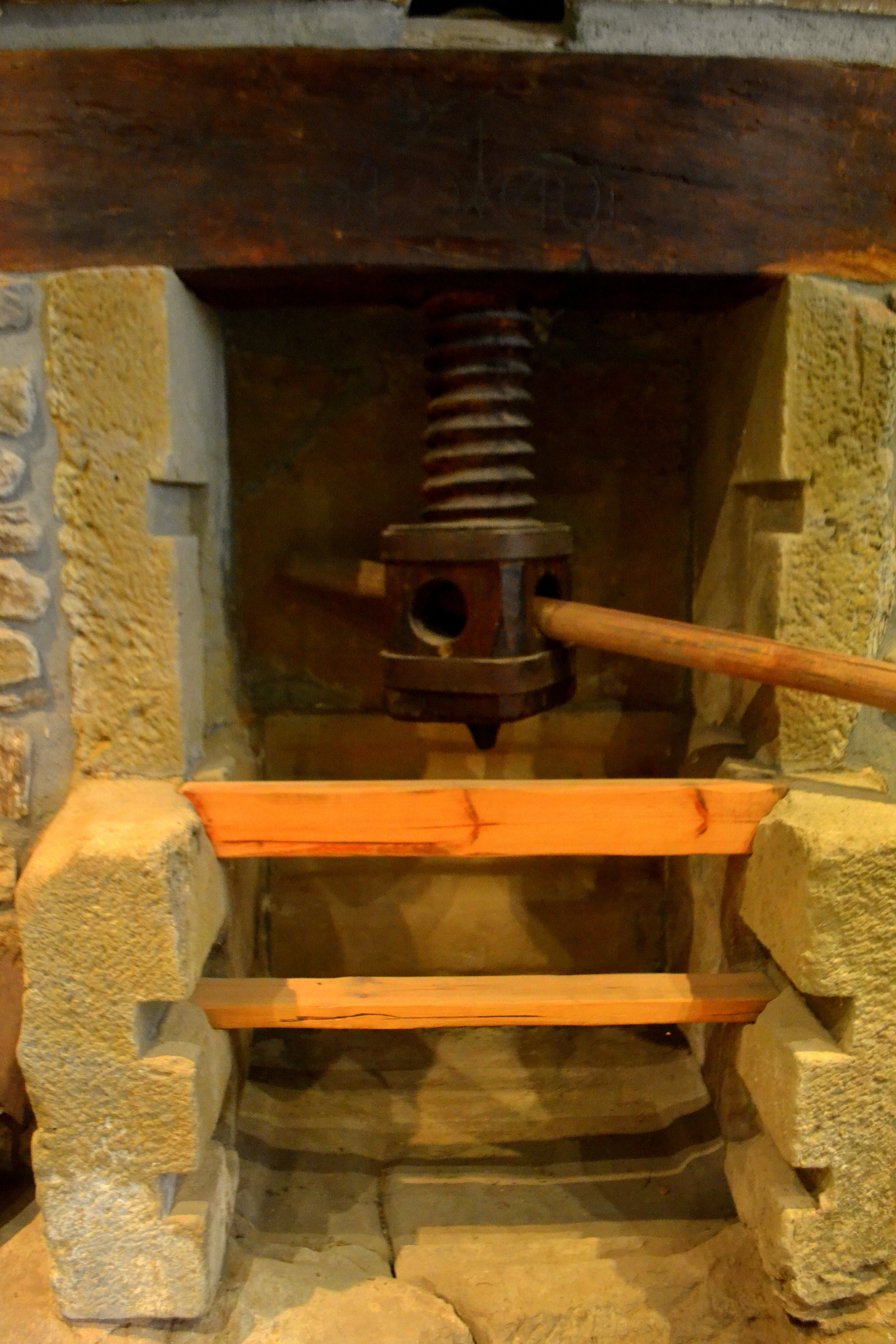
Premsa de vi
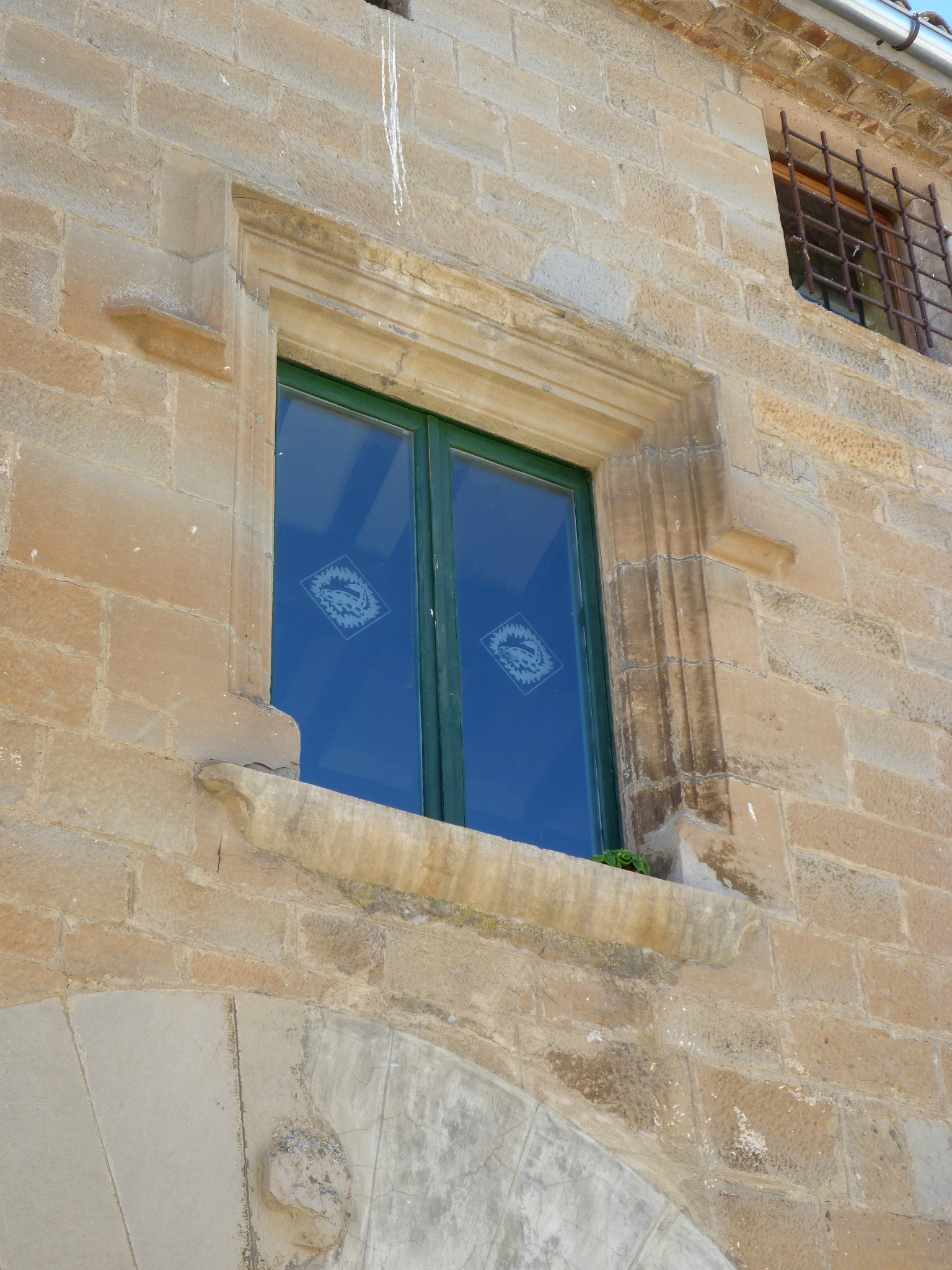
Finestra
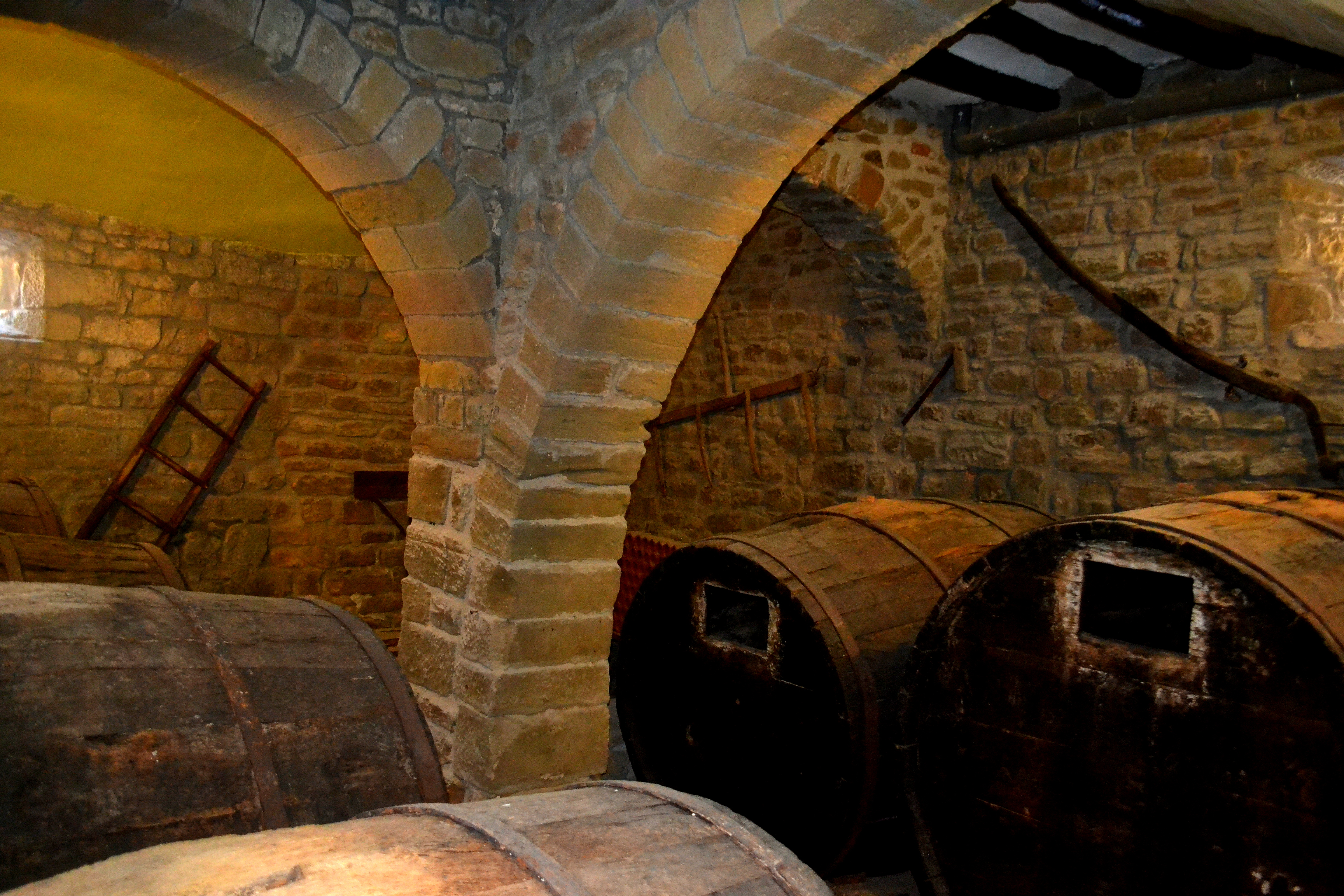
Celler